# Martina Weber (Autorin)

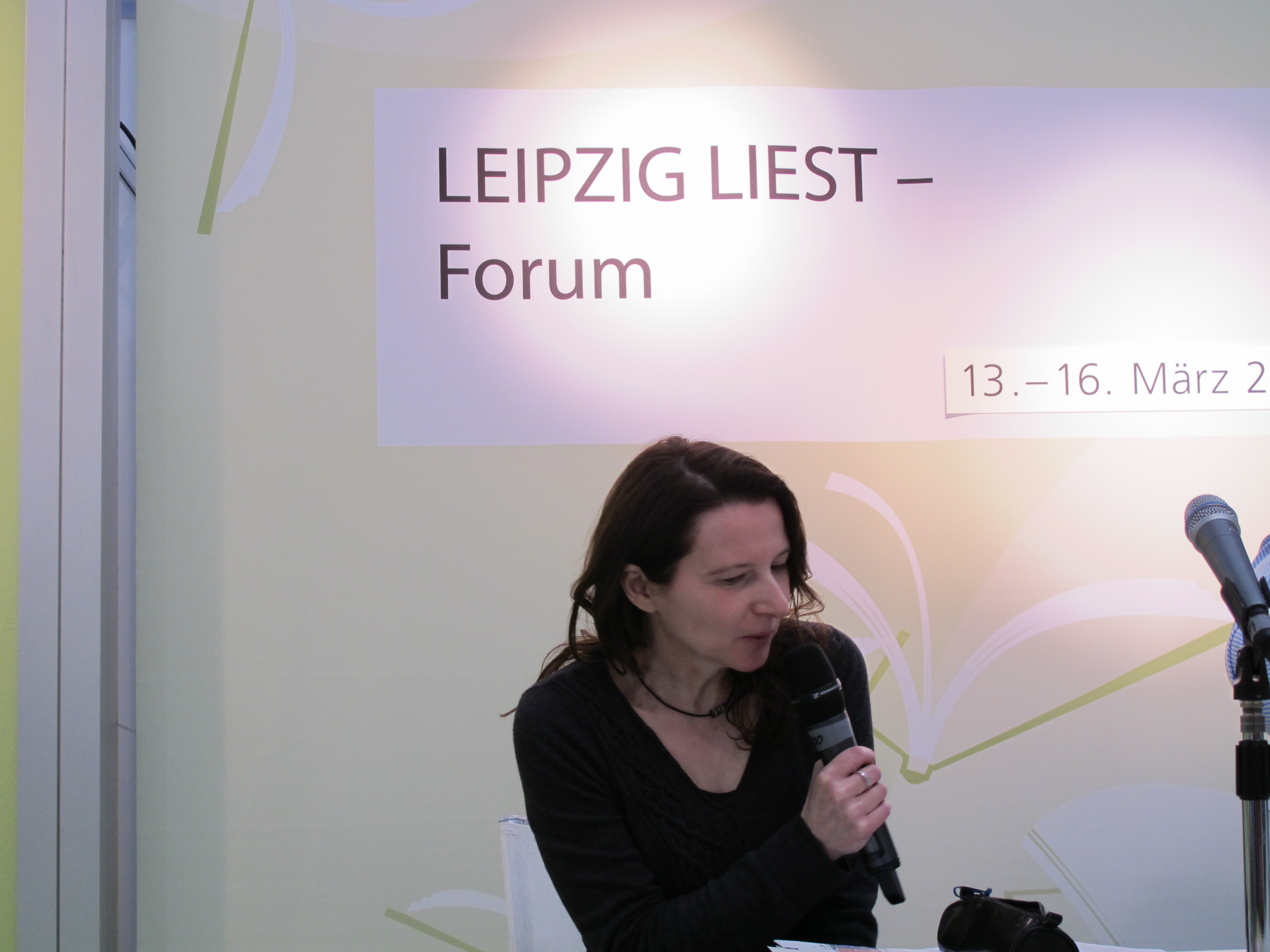
Martina Weber auf der Leipziger Buchmesse 2014

Martina Weber (* 1966 in Mannheim) ist eine deutsche Lyrikerin, Sachbuchautorin und Juristin.

## Leben und Werk
Martina Weber studierte Germanistik, Geschichte und Philosophie in Heidelberg, Freiburg im Breisgau und Frankfurt am Main und später Jura. Das Jurastudium schloss sie 1998 mit dem zweiten juristischen Staatsexamen in Frankfurt ab. Es folgte ein journalistisches Aufbaustudium in Mainz.
Martina Weber verfasste mehrere juristische Fachbücher, meist zu ihrem Fachgebiet Arbeits- und Krankenrecht. Sie leistete darüber hinaus Beiträge zu den Standardwerken Juristische Grundkurse zum Themenkreis Arbeits- und Familienrecht. Weiterhin schreibt sie lyrische Texte und hat auch einen Ratgeber für Lyriker herausgegeben, der bereits in drei Auflagen erschienen ist. Neben ihrem eigenen Schreiben ist sie auch in der Vermittlung von entsprechenden Kompetenzen engagiert. So war sie von 2001 bis 2003 in der Redaktion der Zeitschrift Federwelt und ist Mitarbeiterin des von Kurt Drawert gegründeten Zentrums für junge Literatur in Darmstadt.
Martina Webers Gedichte sind in diversen Anthologien (Jahrbuch der Lyrik, Der deutsche Lyrikkalender) und Literaturzeitschriften (z. B. Sinn und Form, außer.dem, Macondo, poet) veröffentlicht. Ihr lyrischer Debütband Erinnerungen an einen Rohstoff erschien 2013 im Poetenladenverlag. 2020 stand ihr Lyrikband Häuser, komplett aus Licht auf der Shortlist für den Clemens-Brentano-Preis.
Neben Literatur interessiert sie sich auch für Musik und ist Mitautorin auf dem Blog Manafonistas – on music beyond mainstream.
Martina Weber lebt und schreibt in Frankfurt am Main.

## Auszeichnungen (Auszug)
- 2014: Nominierung für den Lyrikpreis Meran
- 2014: Arbeitsstipendium des Hessischen Ministeriums für Wissenschaft und Kunst
- 2011: Finalistin beim Lyrikpreis München
- 2009: Frankfurter Autorenstipendium
- 2008: Georg K. Glaser-Förderpreis
- 2007: Heinrich-Vetter-Preis

## Einzelpublikationen

### Lyrik
- erinnerungen an einen rohstoff. gedichte. Poetenladen, Leipzig 2013, ISBN 978-3-940691-38-5.[5]
- Häuser, komplett aus Licht. Gedichte. Poetenladen, Leipzig 2019, ISBN 978-3-948305-00-0.

### Über Lyrik
- Martina Weber: Zwischen Handwerk und Inspiration. Lyrik schreiben und veröffentlichen. 2. überarb. Auflage. Uschtrin, München 2008, ISBN 978-3-932522-09-3.

### Juristische Werke
- 50 Fragen zur sogenannten Überlastungsanzeige in Pflegeeinrichtungen. Schlütersche, Hannover 2011, ISBN 978-3-89993-763-3.
- 100 Fragen zu Patientenverfügungen und Sterbehilfe. Schlütersche, Hannover 2010, ISBN 978-3-89993-759-6.
- 100 Fragen zum Arbeitsrecht für Pflegekräfte. Schlütersche, Hannover 2009, ISBN 978-3-89993-472-4.
- Arbeitsrecht für das Referendariat. Richter, Dänischenhagen 2009, ISBN 978-3-935150-81-1.
- Arbeitsrecht für Pflegeberufe. Handbuch für die Praxis. Kohlhammer, Stuttgart 2007, ISBN 978-3-17-018253-0.
- Gesetzes- und Staatsbürgerkunde für das Gesundheits- und Krankenpflegepersonal. Eine kurze Examensvorbereitung in Frage und Antwort – mit Tipps zum effektiven Lernen. 2., aktual., erw. Auflage. Schlütersche, Hannover 2004, ISBN 3-89993-400-8.
- Arbeitsrecht für Studium und Referendariat. Recht schnell!, Köln 2003, ISBN 3-935179-52-9.
- Gesetzes- und Staatsbürgerkunde für das Krankenpflegepersonal. Eine kurze Examensvorbereitung in Frage und Antwort. Kunz, Hagen 2000, ISBN 3-89495-142-7.
- Hausbesetzung als strafbarer Hausfriedensbruch? Der Einfluss der Einführung des Merkmals „befriedetes Besitztum“ in § 123 StGB und seinen Vorläufern auf die Bestimmung des Rechtsguts des Hausfriedensbruchs. Trier 1990 (Dissertation).

## Beteiligungen und Herausgeberschaft
- Martina Weber (Hrsg.), Und man hört sie doch. 20 Jahre Literaturwerkstatt in Darmstadt (Anthologie). hochroth, Heidelberg 2025, ISBN 978-3-949850-59-2.
- Hans-Peter Richter (Hrsg.): Juristische Grundkurse. Bd. 32: Familienrecht. Richter, Dänischenhagen 2007, ISBN 978-3-935150-65-1.
- Martina Weber (Hrsg.): Zwischen Handwerk und Inspiration. Lyrik schreiben und veröffentlichen. Federwelt, Söhlde 2004, ISBN 3-934488-30-7.
- Hans-Peter Richter (Hrsg.): Juristische Grundkurse. Bd. 15: Arbeitsrecht. Richter, Dänischenhagen 2000, ISBN 3-935150-15-6.